# 金色夜叉
『金色夜叉』（こんじきやしゃ）は、尾崎紅葉が明治時代後期に、男女の愛憎や世相を描いた長編小説。『読売新聞』の新聞小説として1897年（明治30年）1月1日から連載が始まり、紅葉の病気のため断続的に掲載され、1902年（明治35年）5月11日までで中断。翌年、紅葉が病没したため未完成で終わる。その後、熱烈な読者の求めに小栗風葉が完結編を書いた（後述）。
1898年（明治31年）には川上一座が舞台化しており、新派劇の代表的な演目の一つとなった。昭和に入って映画化、テレビドラマ化されるようになった。
本作は、バーサ・M・クレーの小説を種本にしているという指摘がある（後述）。

## あらすじ
高等中学校の学生の間貫一（はざま かんいち）と寄寓先の娘お宮（鴫沢宮、しぎさわ みや）は許婚どうし。皆からその未来を羨望されている。宮は、かるた会で銀行頭取の息子である富山唯継に見染められ、美貌におごり、金に憧れ、求婚に応じて許婚を捨てる。
貫一は悲憤して、静岡県の熱海海岸で「一生を通して、一月十七日は僕の涙で必ず月を曇らして見せる。月が曇ったらば、貫一は何処かでお前を恨んで今夜のように泣いていると思ってくれ」と言葉を投げて宮と別れ、学業を廃して、行方をくらます。貫一は復讐を思い、死を思う。強欲非道な高利貸である鰐淵の手代となり、残酷な商売に従事することで辛うじてその苦しさを忘れ、自ら金を積み、恨みを晴らそうとする。宮は、富山と結婚し、金に目がくらむ一方で、胸の飢えは満たされない。
4年後、2人は相見て、宮は、貫一の恨みを解くためにこの境遇を捨てようと思う。貫一は、鰐淵が火事で死んだので仕事を受け継ぎ、宮の悔悟の手紙を手に取ろうともしない。しかし、親友の荒尾譲介から、宮の心情を伝えられて貫一も心がかすかに動揺する。暁の悪夢のなかで、悔悟の自殺をした宮に、赦すという言葉を与え、その唇を吸う。
心はますます苦しくなるが、用事で塩原へ出向き、温泉宿の隣室で男女が心中しようとするのを救う。その女は富山唯継のえじきになろうとしたものであり、貫一は宮の周辺の不幸な状況を知る。宮は前にも増して思いの丈を訴えた手紙を貫一のもとに寄こす。

### 熱海のシーン

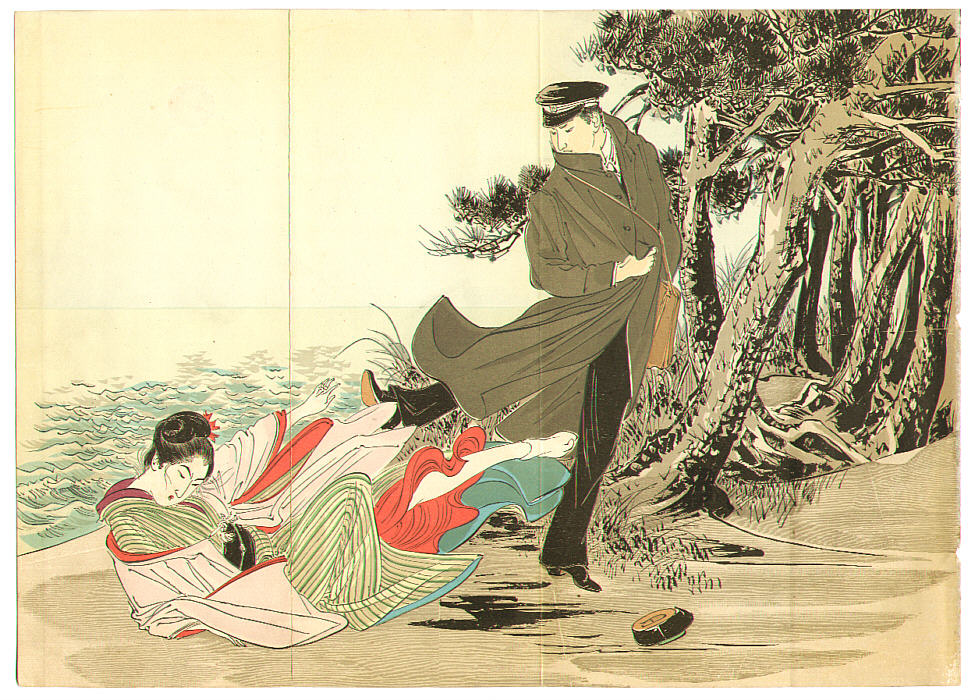
「熱海の景」『金色夜叉上編』春陽堂、明治31年7月刊。
『金色夜叉』初版本の口絵、武内桂舟画

お宮を貫一が蹴り飛ばす、熱海での場面（前編　第8章）は有名である。貫一のセリフとして「来年の今月今夜のこの月を僕の涙で曇らせてみせる」が広く知られているが、これは舞台・映画での簡略化したセリフに基づいたものであり、原著では次のように記述されている。
「吁（ああ）、宮（みい）さんかうして二人が一処に居るのも今夜ぎりだ。お前が僕の介抱をしてくれるのも今夜ぎり、僕がお前に物を言ふのも今夜ぎりだよ。一月の十七日、宮さん、善く覚えてお置き。来年の今月今夜は、貫一は何処（どこ）でこの月を見るのだか！　再来年（さらいねん）の今月今夜……十年後（のち）の今月今夜……一生を通して僕は今月今夜を忘れん、忘れるものか、死んでも僕は忘れんよ！　可いか、宮さん、一月の十七日だ。来年の今月今夜になつたならば、僕の涙で必ず月は曇らして見せるから、月が……月が……月が……曇つたらば、宮さん、貫一は何処かでお前を恨んで、今夜のやうに泣いてゐると思つてくれ」
この場面により熱海の知名度が高まり観光都市として発展する契機となり、小栗風葉による金色夜叉の碑が1919年（大正8年）8月15日に建てられ、近くにあった「羽衣の松」が1924年（昭和9年）頃から「お宮の松」と呼ばれるようになった（現在は2代目）。上記の貫一お宮の像は1985年（昭和60年）1月22日に熱海ロータリークラブにより建てられた。地元は例年1月17日に「尾崎紅葉祭」を開いており、2019年（平成31年）には記念碑を建立した。

## モデルと種本
主人公・間貫一のモデルは児童文学者の巖谷小波とされる。彼には芝の高級料亭で働いていた須磨という恋人がいた。が、小波が京都の新聞社に2年間赴任している間に、博文館の大橋新太郎（富山唯継のモデル）に横取りされてしまった。小波は別に結婚する気もなかったのでたいして気にも留めていなかったというが、友人の紅葉が怒って料亭に乗り込み須磨を足蹴にした。熱海の海岸のシーンはそれがヒントになったという。須磨（須磨子）は、ある旅館の若主人が東京放浪中に生ませた娘であったが、舞踊にも秀でた美人で、大橋と結婚後は8人の子を生み、五女の豊子は金子堅太郎の息子である武麿に嫁いだ。
古くからアメリカ合衆国（米国）の小説にヒントを得て構想されたものであると言われていた。研究者の木村毅は『国民之友』の古い号に、金色夜叉は「『谷間の姫百合』の作者の作を翻がえしたるもの」という記事があるのを見て、バーサ・クレーの作が種本であろうと考えた（『谷間の姫百合』には邦訳がある）。バーサ・クレーは当時の流行作家で、著作目録によれば500冊ほどの作品を残しているが、日本国内の図書館に所蔵されているものは一部のみであり、確定するには至らなかった。
2000年（平成12年）7月、堀啓子（北里大学講師）が、米国ミネソタ大学の図書館に所蔵されているバーサ・M・クレー『女より弱きもの』が種本であると指摘した。堀は英米の図書館を博捜し、およそ1,000冊のバーサ・クレー作品を見たという。
バーサ・M・クレー (Bertha M.Clay) ことシャーロット・メアリー・ブレイム (Charlotte Mary Brame) の『Weaker than a Woman（女より弱きもの）』の初出は、イギリスのen:Family Herald紙に、1878年8月17日から同年11月23日まで連載されたものである。（下記外部リンク参照）
もっとも、堀も「（紅葉は）あくまで「材料」を拾ったのであり、「金色夜叉」の大半は紅葉のオリジナル」だとしている。

## 作品の評価・研究

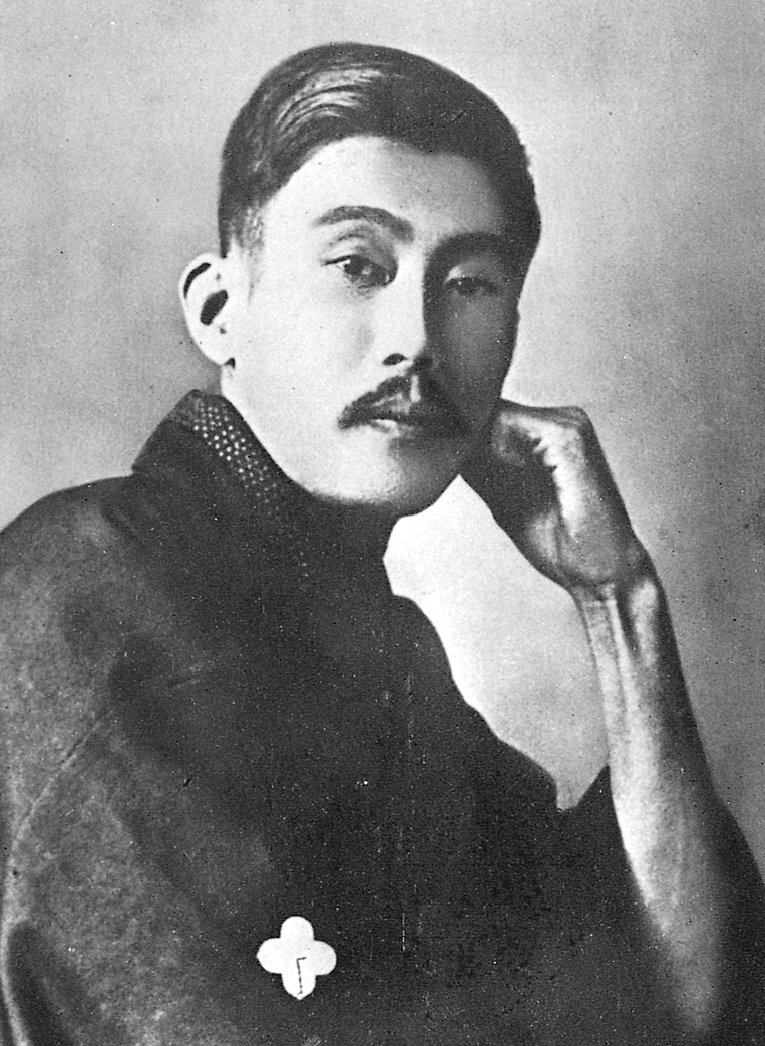
尾崎紅葉

原稿の大半は散逸しているが、一部の断片を大学や個人が所蔵しており、推敲の形跡をとどめた草稿もある。
未完のまま作者が亡くなったため、作品の全体像が掴めないという難点はあるが、雅俗折衷の文体は当時から華麗なものとして賞賛された。だが、自然主義文学の口語文小説が一般化すると、その美文が却って古めかしいものと思われ、ストーリーの展開の通俗性が強調され、真剣に検討されることは少なくなった。
三島由紀夫は、『金色夜叉』の名文として知られる「車は馳せ、景は移り、境は転じ、客は改まれど、貫一は易らざる其の悒鬱を抱きて、遣る方無き五時間の独に倦み憊れつゝ、始て西那須野の駅に下車せり」を挙げ、この名文が浄瑠璃や能の道行の部分であり、道行という伝統的技法に寄せた日本文学の心象表現の微妙さ、時間性、流動性が活きている部分だと解説し、「『金色夜叉』は、当時としては大胆な実験小説であつたが、その実験の部分よりも伝統的な部分で今日なほ新鮮なのである」と述べている。また小説の主題である金権主義と恋愛の関係については、「金権主義が社会主義的税制のおかげで一応穏便にカバーされてゐる現代は、その実、『金色夜叉』の時代よりもさらに奥深い金権主義の時代なのであるが、これに対する抗議が今ほど聞かれない時代もめづらしい。といふのは、現代では、金権主義に対抗する恋愛の原理が涸渇してゐるからであり、『金色夜叉』において、金に明瞭に対比させられてゐる恋愛の主題には、実はそれ以上のものが秘められてゐたのである」と述べている。
1980年代以降の硯友社文学全体の再評価の中で、典拠や構想についての研究が進み、再評価が行われている。岩波書店版『紅葉全集』（1993年10月-1995年9月）が刊行され、本作は第7巻に収録された。

### 紅葉の構想
1940年（昭和15年）頃に企画された中央公論社版『尾崎紅葉全集』の編集過程で、創作メモが発見され、紅葉の構想の一端が明らかにされた。それによれば、貫一は高利貸しによって貯めた金を人助けのために使い、正気を失った宮を引取り、高利貸しをやめる。しかし、戦渦の中でこの全集が未完に終わったこともあって、再評価というほどにはならなかった（この件に関しては勝本清一郎『近代文学ノート』（みすず書房）に詳しい）。創作メモ（金色夜叉腹案覚書）は、岩波版全集第12巻に収録されている。

## 完結編
- 紅葉門下の小栗風葉が1909年（明治42年）に「終編金色夜叉」を書き、完結させた[20]。
- 大正期、長田幹彦が北海道置戸に訪れ「続金色夜叉」「金色夜叉終編」を書いている。

## 文学碑
- 熱海サンビーチ「お宮の松」（静岡県熱海市） 追いかけて許しを乞うお宮を貫一が下駄で蹴り飛ばす場面が銅像になっている。
- 顔ハメ看板が熱海駅前の平和通り商店街中央にある。

## 映画版

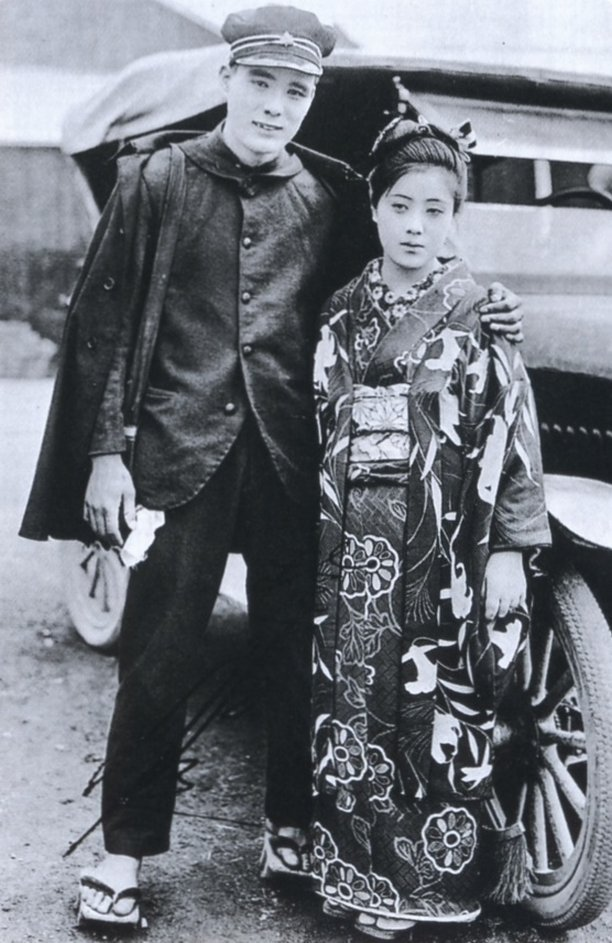
1924年日活版スチール
左：鈴木伝明（貫一）、右：浦辺粂子（お宮）

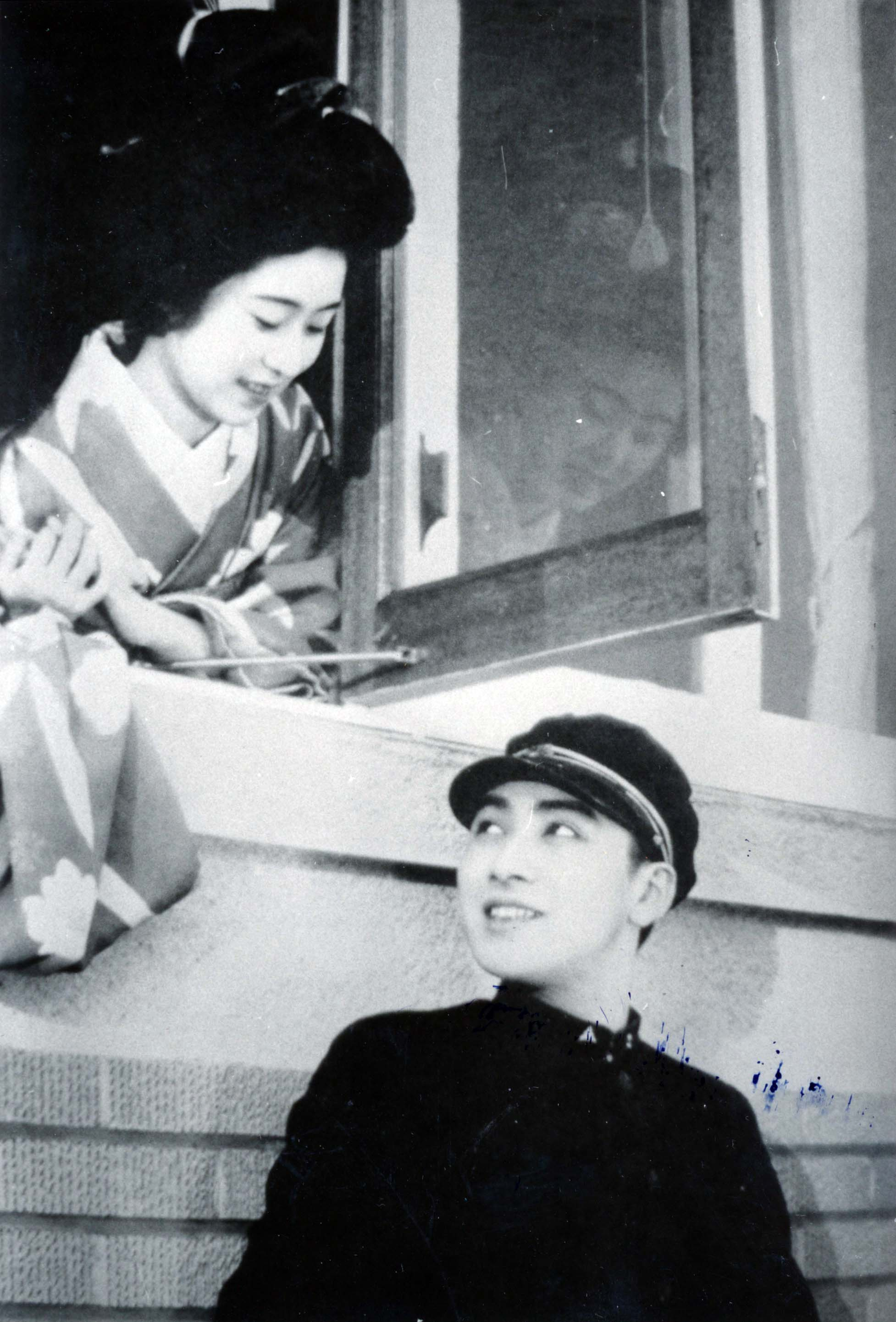
1932年松竹版スチール
上：田中絹代（お宮）、下：林長二郎（貫一）

- 1912年『金色夜叉』 - 製作：横田商会
- 1912年『金色夜叉』 - 製作：吉沢商店
- 1918年『金色夜叉』 - 製作：日活向島撮影所／貫一：藤野秀夫、お宮：衣笠貞之助、その他出演：大村正雄、山本嘉一、横山運平
- 1918年『続金色夜叉』 - 製作：日活向島撮影所／貫一：藤野秀夫、お宮：衣笠貞之助
- 1921年『金色夜叉』 － 製作：日活向島撮影所／貫一：横山運平、お宮：中山歌子
- 1921年『続金色夜叉』
- 1921年『金色夜叉』 - 製作：小松商会／貫一：伊藤芳夫、お宮：三浦清
- 1922年『金色夜叉』 - 製作：松竹キネマ蒲田撮影所／貫一：諸口十九、お宮：川田芳子、その他出演：勝見庸太郎、岩田祐吉、栗島すみ子、五月信子
- 1922年『傑作集枠 金色夜叉（明治文壇海岸の悲劇）』 - 製作：松竹キネマ蒲田撮影所／貫一：岩田祐吉、お宮：栗島すみ子
- 1923年『金色夜叉 宮の巻』 - 製作：マキノ映画製作所等持院撮影所／貫一：宮島健一、お宮：田中嘉子
- 1923年『金色夜叉 貫一の巻』 - 製作：マキノ映画製作所等持院撮影所／貫一：宮島健一、お宮：田中嘉子
- 1924年『金色夜叉』 - 製作：日活京都撮影所第二部／貫一：鈴木伝明、お宮：浦辺粂子
- 1924年『金色夜叉』 - 製作：帝国キネマ／貫一：松本泰輔、お宮：歌川八重子
- 1925年『絵巻金色夜叉』 - 製作：アシヤ映画／貫一：松本泰輔、お宮：歌川八重子
- 1930年『剣戟から生れた金色夜叉』 - 製作：市川百々之助プロダクション／貫一：市川百々之助、お宮：久野あかね
- 1930年『続金色夜叉 前後篇』 - 製作：日活太秦撮影所／貫一：広瀬恒美、お宮：不明
- 1932年『金色夜叉』 - 製作：松竹キネマ蒲田撮影所／貫一：林長二郎、お宮：田中絹代、その他出演：八雲恵美子、岩田祐吉、川田芳子、江川宇礼雄、日守新一
- 1932年『金色夜叉』 - 製作：不二映画社／貫一：高田稔、お宮：佐久間妙子、その他出演：鈴木伝明、英百合子
- 1933年『金色夜叉』 - 製作：日活太秦撮影所／貫一：鈴木伝明、お宮：山田五十鈴
- 1933年『間貫一』 - 製作：新興キネマ／貫一：中野英治、お宮：中野かほる、その他出演：岡田時彦、菅井一郎
- 1934年『金色夜叉』 - 製作：赤沢キネマ／貫一：片桐敏郎、お宮：西条麗子
- 1937年『金色夜叉』 - 製作：松竹大船撮影所／貫一：夏川大二郎、お宮：川崎弘子、その他出演：佐野周二、大塚君代、佐分利信、三宅邦子、高峰三枝子、笠智衆、日守新一
- 1948年『金色夜叉 前後篇』 - 製作：東横映画／貫一：上原謙、お宮：轟夕起子、その他出演：古川ロッパ、大日方傳、木暮実千代
- 1954年『金色夜叉』 - 製作：大映東京撮影所／貫一：根上淳、お宮：山本富士子、その他出演：信欣三、細川ちか子、水戸光子、船越英二、菅原謙二

## テレビドラマ版
- 1955年『金色夜叉』 - 放送：日本テレビ系列／貫一：伊志井篤、お宮：水谷八重子
- 1962年「近鉄金曜劇場『金色夜叉』」 - 放送：TBS系列／貫一：和田孝、お宮：朝丘雪路、その他出演：中村伸郎、沢村貞子、原保美、丹波哲郎、小山明子、須藤健、並木一路
- 1963年「コメディフランキーズ『笑説金色夜叉』」 - 放送：TBS系列／貫一：菅原謙二、お宮：朝丘雪路
- 1965年「風雪 『金色夜叉』」 - 放送：NHK／貫一：川崎敬三、お宮：冨士真奈美
- 1966年『金色夜叉』 - 放送：フジテレビ系列／貫一：勝呂誉、お宮：高須賀夫至子、その他出演：金子信雄、久保菜穂子
- 1973年「水曜ドラマ 『金色夜叉』」 - 放送：NHK／貫一：山本亘、お宮：佐久間良子、その他出演：藤木悠、加賀まりこ、加藤嘉、堀越節子、東野孝彦、岡本茉莉
- 1982年「土曜劇場『金色夜叉』」 - 放送：テレビ東京系列
- 1990年『新金色夜叉 百年の恋』 - 放送：フジテレビ系列／貫一：石橋保、お宮：横山めぐみ、その他出演：田辺靖雄、内藤剛志、小島三児、佐々木すみ江、二階堂千寿、大川栄子、杉原あつ子、星野博美、大場健二、矢野明仁、立原ちえみ、伊東知則、中沢敦子、井上香、中村篤、松村冬風、斉川一夫、川倉淳、伊藤高、沼崎悠、石田純子、原田和代、田嶋基吉、ナレーター 神田紅　原案:早坂暁

## 舞台版
- 2012年『金色夜叉オルタナティブ』 - 劇団レトルト内閣 2012年6月15日～17日 HEP HALL

## 歌曲
- 「金色夜叉」1918年（大正7年）、後藤紫雲・宮島郁芳という2人の演歌師によって作られた。
- 女流浪曲師・芙蓉軒 麗花が1955年（昭和30年）に出したレコード「ろうきょく炭坑節」(作詞:明石寿恵吉)の歌詞に、「宮さん」の名や貫一の台詞を簡略化させたもの「来年の今月今夜のこの月を僕の涙で曇らせる」が登場する。
- 「お宮さん」1968年（昭和43年）、大映レコードから発売。作詞：いわせひろし、作曲：森川登、編曲：池田孝、歌：ザ・トーイズ
- 「暴走金色夜叉」2006年（平成18年）、ミュージックマインから発売。作詞：掟ポルシェ、作曲：掟ポルシェ、ディレイ：ロマン優光、歌：ロマンポルシェ。